# .351 Winchester Self-Loading

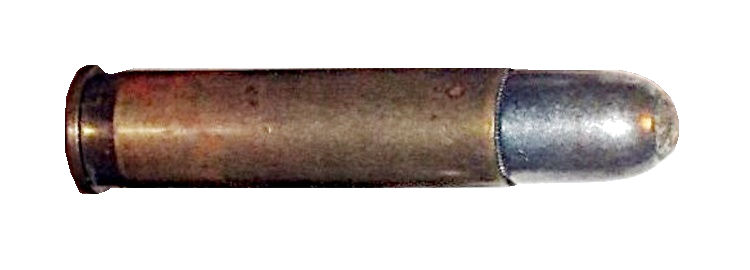
O cartucho .351 Winchester Self-Loading.

O .351 Winchester Self-Loading (coloquialmente .351 SL, .351 WSL) é um cartucho de fogo central para rifle, com semi-aro em formato "cilíndrico", foi criado em 1907 pela Winchester Repeating Arms Company para uso no rifle semiautomático por ação de blowback Model 1907, em substituição ao  Model 1905 e o .35SL.

## Utilização
O .351 SL provou ser popular entre a polícia e as forças de segurança como o único cartucho disponível para o rifle Model 1907 e foi usado pela França em ambas as guerras mundiais. Uma submetralhadora Thompson experimental também foi feita para disparar o .351 SL em 1919, mas nunca foi produzida comercialmente.

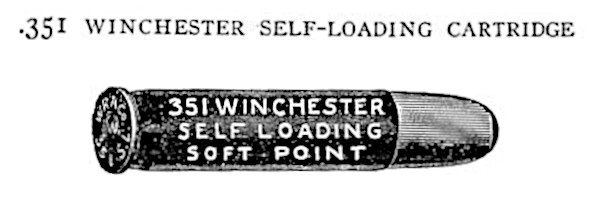
Ilustração do cartucho .351 Winchester Self-Loading.

## Na atualidade

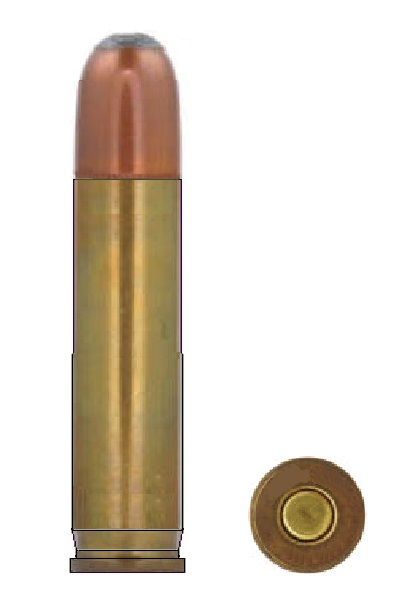
O cartucho .351 Winchester Self-Loading.

Enquanto alguns escritores sobre armas na década de 1960 criticaram o .351 SL por ser inadequado caça de cervos, e embora a potência do projétil às vezes tenha sido comparada a uma carga de carabina .357 Magnum, o poder letal do .351 SL fica em algum lugar entre o .30-30 e o .35 Remington. Townsend Whelen elogiou-o como um "bom cartucho para cervos e caça semelhante em florestas fechadas".
A maioria das cargas comercialmente disponíveis para o .351 SL lança uma bala de calibre .351 de 180 grãos entre 1.850 e 1.925 fps de um cano de 20 polegadas, produzindo energia de boca idêntica à do .30-30 quando disparada de um cano de 20 polegadas (em vez do que o longo cilindro de teste do fabricante).
Quando comparado a outros cartuchos de diâmetro médio, o .351 SL está mais perto em potência do .35 Remington (200 grãos .358 bala a 1.950 a 2.000 fps de um cano de 20 polegadas) do que do ".357 Magnum carbine" (180 bala de grãos em cerca de 1.600 fps).
O cartucho .351 SL usava um diâmetro de bala incomum de .351 em vez do .357 ou .358, mais comumente usado em cartuchos de rifle de calibre .35.
A maior parte da munição disponível hoje para o .351 SL é produzida por alguns fabricantes especializados, geralmente usando balas de chumbo fundido ou de cobre ou, ocasionalmente, balas jaquetadas .358, redimensionadas para calibre .351 ou .352. Essa munição é frequentemente carregada de forma a gerar velocidades mais baixas em consideração às armas de fogo mais antigas que não foram mantidas adequadamente, e grandes diferenças são vistas no cronógrafo em relação à munição vintage .351 SL.
Mas, para quem pratica a recarga manual, que teve tempo para substituir a mola de recuo e o amortecedor no Winchester '07, o .351 SL pode ser carregado para suas velocidades originais. Em 2017, a Hawk bullets ainda fabricam balas jaquetadas expansívas em .351 com jaquetas de espessura apropriada.

## Dimensões

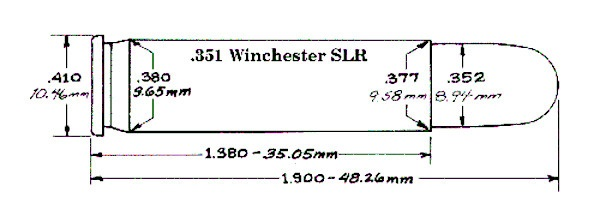

### Bibiografia
- Barnes, Frank C. (1972). Cartridges of the World (em inglês) 3.ª ed. [S.l.]: Digest Books. 378 páginas. ISBN 978-0-69580-326-1
- Speckin, Leonard (2011). Winchester Model 07 Self-Loading .351 Caliber: Its Past and Its Future with Modern Brass, Bullets and Powders (em inglês). [S.l.]: Leonard Speckin. 106 páginas